# 尚小云
尚小云（1900年1月7日—1976年4月19日），原名尚德泉，字绮霞，祖籍河北南宫，京剧四大名旦之一。

## 生平
尚小云的父亲尚元照是汉籍旗人，在光绪年间任那（彦图）王府管家。由于父亲早逝，家境窘迫，母亲将的尚小云送到那王府当书童，在那王的建议下，尚小云进入戏班学武生。尚小云師承孫怡云，又得益於王瑤卿，特色是字正腔圓，善於使用顫音。他的武功根底相當深厚，擅演刀馬旦，藝術上有「尚派」之稱。
1937年在北平開辦“榮春社”科班，親自執教，到1938年春时，学生达200多人。为坚持办学，1942年前后，尚小云将七所宅院出售，被誉为“典房办学”。1948年，荣春社解散。
1949年，尚小云参加了中共为艺人办的讲习班，而后成立尚小云剧团。同年10月，尚剧团排演新戏《洪宣娇》，经批准后演出，但未获成功。1957年，陕西省戏曲学校成立，尚小云受聘担任艺术总指导。1959年，尚小云将自己珍藏的古代字画、玉器共六十六件，无偿捐献给陕西省博物馆。1960年，梅（兰芳）剧团、尚（小云）剧团、程（砚秋）剧团和荀（慧生）剧团被改为国家剧团。1963年10月底，尚小云的户口被迁往西安。1966年文革开始后，尚小云被批斗。1974年，前往北京治疗眼疾。返回西安后，尚小云被宣布为“敌我矛盾，按人民内部矛盾处理”。1976年3月，因胃病住院。4月19日，尚小云在医院辞世。上级部门未批准其遗体火化前举行告别仪式。1980年，尚小云被平反，骨灰移入八宝山革命公墓。

## 後輩
其子尚长荣为著名京剧净角，三次荣获梅花奖，还获得三次白玉兰奖。章遏雲曾受業於其。

## 作品
《二进宫》
《祭塔》
《昭君出塞》
《梁红玉》
《三娘教子》
《战蒲关》
《秦良玉》